# Cervone, Iakîmivka
Cervone (în ucraineană Червоне) este un sat în comuna Rozivka din raionul Iakîmivka, regiunea Zaporijjea, Ucraina.

## Demografie
Componența lingvistică a localității Cervone
     Ucraineană (68,15%)
     Rusă (31,85%)
Conform recensământului din 2001, majoritatea populației localității Cervone era vorbitoare de ucraineană (68,15%), existând în minoritate și vorbitori de rusă (31,85%).